# تفوقية

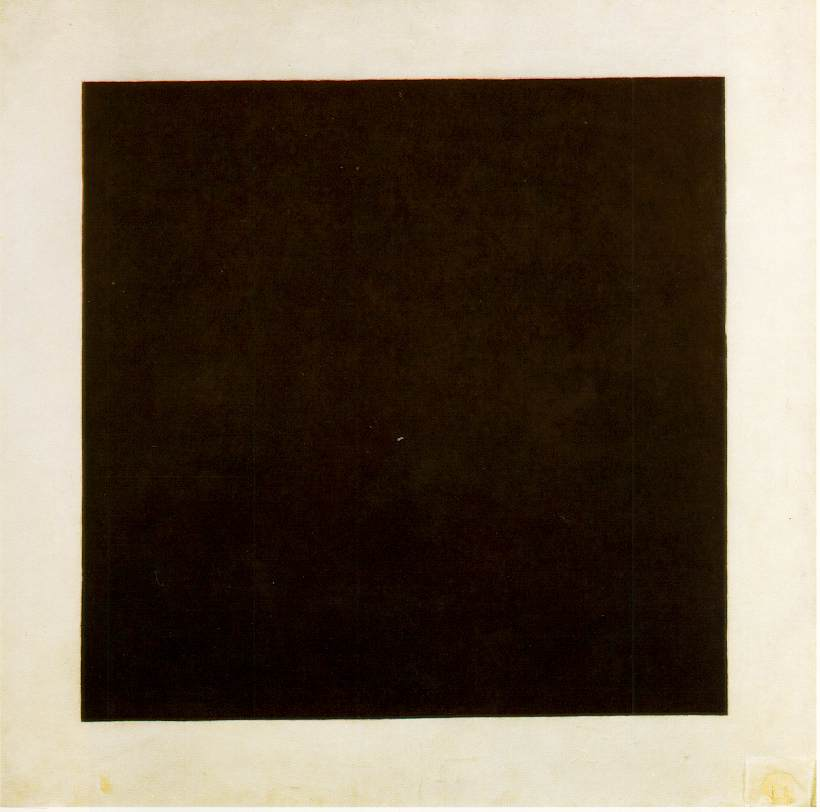
لوحة المربع الأسود لكاسمير مالفيتش

التفـوقية أو السوبرماتية (بالإنجليزية: Suprematism ؛ بالروسية: супрематизм) حركة من حركات الفن التشكيلي أسسها في موسكو الفنان كازيمير مالفيتش في العام 1913، واستمرت موجتها حتى عشرينيات القرن العشرين، ولكنها لم تختف قبل أن تضع أساس كل فنون التجريد الهندسية اللاحقة التي تدين لها بالكثير.
دافعت هذه الحركة عن فن تجريدي خالص أساسه عناصر الدائرة والمستطيل والمثلث البسيطة. وكان أول نتاج لها لوحة تمثل مربعا أسود كاملا على أرضية بيضاء. وانضم إليها عدد من الفنانين من أمثال رودشنكو ورزاندوف وليسلكي.
منابع هذه الحركة متعددة، فقد تمثل مؤسسها الفن الطليعي الذي كان شائعا في أوروبا الغربية آنذاك في العقد الذي سبق الحرب العالمية الأولى وأبرز قياداته: الانطباعية والتكعيبية، والمستقبلية. وأطلق بيانه الأول خلال آخر معرض للمستقبليين في بتروغراد في ديسمبر من العام 1915 تحت عنوان: «من التكعيبية إلى السوبرماتزم في الفن: نحو واقعية جديدة وإبداع خالص..» وتمت إعادة نشر هذا البيان بعد توسيعه في العام 1916. والترجمة الراهنة مأخوذة عن كتاب «مقالات ماليفتش في الفن» 1969.

## ولادة الحركة
طور كازيمير ماليفيتش مفهوم التفوق حين كان رسامًا مؤسسًا، فعرض أعماله في معارض مثل دونكي تيل والفارس الأزرق في عام 1912 مع أعمال التكعيبيين-المستقبليين. إن انتشار الأشكال الفنية الجديدة في الرسم والشعر والمسرح بالإضافة إلى إحياء الاهتمام بالفن الشعبي التقليدي في روسيا، وفر بيئة خصبة ولدت فيها ثقافة الحداثة.

في «التفوقية» (الجزء الثاني من كتابه «العالم التجريدي»، الذي نُشر في عام 1927 في ميونيخ باسم كتاب باوهاوس رقم 11)، أعلن ماليفيتش بوضوح عن المفهوم الأساسي للتفوقية:
أفهم في ظل التفوقية، أولوية الشعور الخالص في الفن الإبداعي. بالنسبة إلى التفوقيين، فإن الظواهر البصرية للعالم التجريدي بحد ذاتها لا معنى لها؛ الشيء المهم هو الشعور، وعلى هذا النحو، بعيدًا تمامًا عن البيئة التي وُجد بها. 
ابتكر «قواعد» للتفوقية تستند إلى أشكال هندسية أساسية؛ وخصوصًا المربع والدائرة. في عام 1915، عرض ماليفيتش أولى تجاربه في الرسم التفوقي في معرض 0.10. وكان المحور الأساسي في عرضه هو لوحة «المربع الأسود»، التي وضعت في ما يسمى الزاوية الحمراء / الجميلة في التقاليد الروسية الأرثوذكسية؛ مكان الأيقونة الرئيسي في المنزل.  رسم «المربع الأسود» في عام 1915 وشكلت تقدمًا كبيرًا في مسيرته الفنية وفي الفن عمومًا. قام ماليفيتش أيضًا برسم لوحة «أبيض على أبيض» والتي اعتُبرت أيضًا بمثابة علامة فارقة. ميزت لوحة «أبيض على أبيض» التحول من الزخرفة متعدد الألوان إلى التفوقية أحادية اللون.

## الاختلاف عن البنائية
تتعارض تفوقية ماليفيتش بشكل أساسي مع مواقف البنائية والمادية ما بعد الثورة. تُعتبر البنائية بتمجيدها للمادة، معنية بالاستراتيجيات النفعية لتكييف الفن مع مبادئ التنظيم الفعلي. في ظل البنائية، يتحول الرسام التقليدي الحامل لأدوات الرسم إلى الفنان المهندس المسؤول عن تنظيم الحياة في جميع جوانبها.

تتعارض التفوقية، بشكل حاد مع البنائية، مجسدةً فلسفةً مضادةً للمادية بشدة ومضادة للنفعية. كتب ماليفيتش في «التفوقية» (الجزء الثاني من العالم التجريدي)، ما يلي:
لم يعد الفن مهتمًا بخدمة الدولة والدين، ولم يعد راغبًا في توضيح تاريخ الأخلاق، ولا يريد أن يكون له أي علاقة بالمادة، على هذا النحو، يعتقد أنه يمكن أن يوجد من تلقاء نفسه ومن أجل نفسه، من دون «الأشياء» (أي «ربيع الحياة الذي اجتاز اختبارات الزمن»). ***أعتقد أنه من الأنسب أن نكتب الأشياء المادية أو الماديات.
لاحظ جان كلود ماركادي أنه «على الرغم من أوجه التشابه السطحية بين البنائية والتفوقية، إلا أن الحركتين متعارضتان، ومن المهم للغاية التمييز بينهما». وقد نشأ هذا الالتباس وفقًا لماركادي، بسبب عدد من الفنانين - الذين ارتبطوا ارتباطًا مباشرًا بالتفوقية مثل إل ليسيتزكي أو عملوا تحت تأثير التفوقيين مثل روجينكو وليوبوف بوبوفا- تخلوا في وقت لاحق عن التفوقية من أجل ثقافة المواد.

لا تعتنق التفوقية الفلسفة الإنسانية التي تجعل الإنسان مركز الكون. بل إنها، تتصور أن الإنسان - الفنان - هو المُنشئ والناقل لما يمثل بالنسبة لمالفيش الحقيقة الواقعية الوحيدة في العالم - حقيقة التجرد المطلقة.
... إن الشعور المفرح بتحرير التجردية سحبني إلى «خلاء»، حيث لا يوجد شيء حقيقي سوى الشعور...

- «التفوقية»، الجزء الثاني من العالم التجريدي.
بالنسبة لمالفيش، سيُبنى مستقبل الكون، بناءً على أسس التجردية المطلقة - مستقبل لن تهيمن عليه المظاهر والأشياء والراحة.